# 莫哈維瓦利 (亞利桑那州)
莫哈維瓦利（英語：Mohave Valley）是位於美國亞利桑那州莫哈維縣的一個人口普查指定地區。根據2010年美國人口普查，該地人口為13694人，而該地的面積約為36.36平方千米。

## 地理
莫哈維瓦利的座標為34°57′25″N 114°35′05″W / 34.95694°N 114.58472°W，而該地最高點為海拔高度159米（即523英尺）。